# Kampala
Kampala Uganda fővárosa és egyben legnépesebb városa, mely az ország déli részén, a Viktória-tó közelében helyezkedik el. A várost öt részre osztják (égtájak szerint): Kampala Central Division (városmag), Kawempe Division (északnyugati rész), Makindye Division (délkeleti rész), Nakawa Division (északkeleti rész) és Lubaga Division (délnyugati rész).
Itt található Uganda gazdasági, közigazgatási, politikai és pénzügyi központja.

## Neve

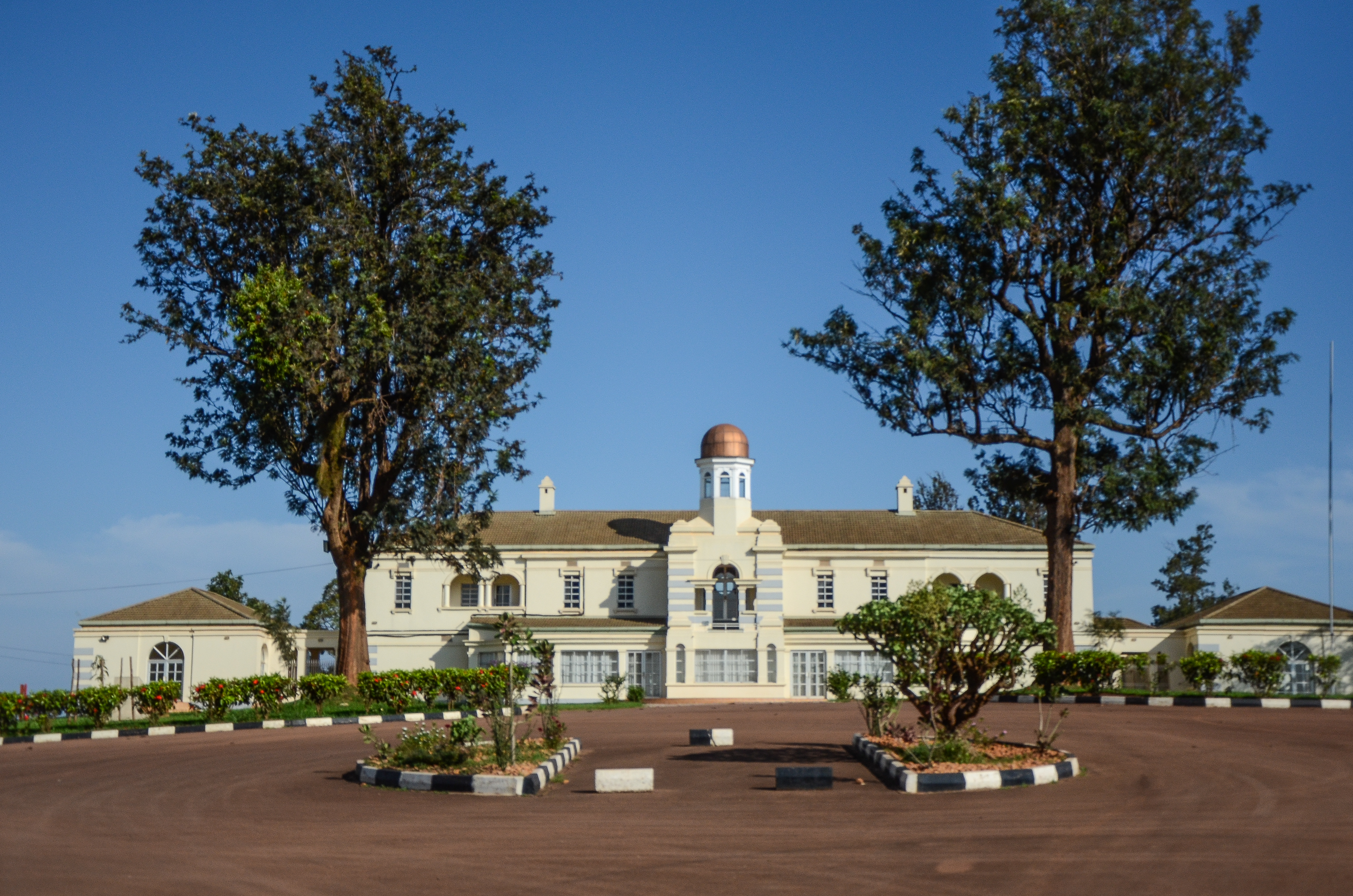
A Kabaka kastélya a fővárosban

Mielőtt az angol hódítók megérkeztek volna a területre, a bugandai kabaka, kijelölte ezt a területet tartalék vadászterületi célra. A környék akkor még teljesen érintetlen volt. A fű dús, a patakok kristálytiszták voltak. Ez a hely sok állatnak adott otthont, mint például az impala vagy az antilop.
Amikor az angolok megérkeztek a vidékre, elnevezték a területet az „Impalák Dombjának”. Buganda hivatalos nyelve, a lugandai nyelv sok szót átvett az angol nyelv hatására. Ebben a formában a bugandaiak Akasozi ke'Empalaként fordították az angol Hills of Impalas (Impalák Dombja) szót. Az akasozi a dombot; a ke' a birtokos jelzőt és az empala pedig az impalákat.
A lugandai nyelvben a ka'mpala szó jelentése: „az az impala”, ami arra a bizonyos „Impalák Dombjára” utal. Ez a szó egybeírva (Kampala) pedig arra a településre utal, amelyik arról a dombról terjeszkedett.

## Történelem
Az angol gyarmatosítók érkezése előtt a helyi törzseknek Kampala mai területén jelentős vadászterületeik voltak. A területen kialakult falu (amely a vadászatok kiindulópontjaként szolgált) később a 19. században a Buganada Királyság - a kabaka - fővárosa lett.

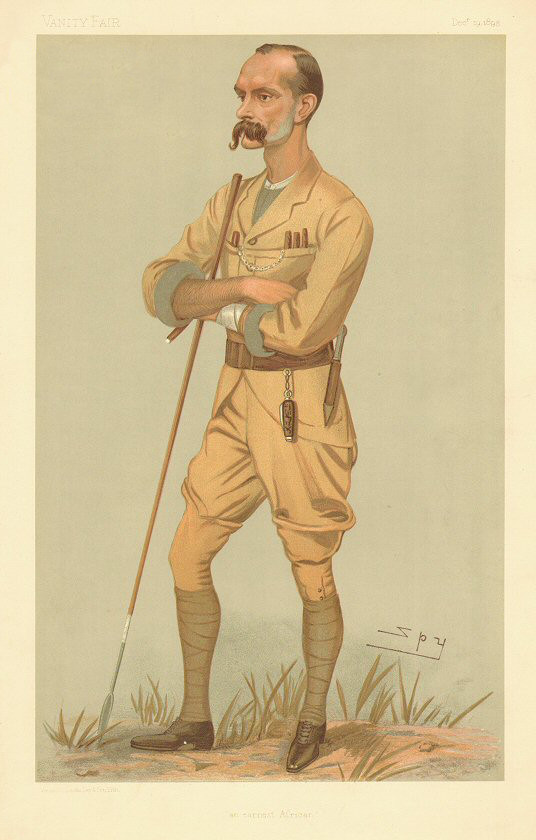
Frederick Lugardot ábrázoló rajz

A zanzibári arab rabszolgakereskedők az 1800-as évek közepén érkezek ide, őket az 1860-as évektől az európai felfedezők követték. A kabaka 1877-től engedélyezte Kampalában a különböző katolikus és protestáns missziók letelepedését is. A hittérítők vetélkedésében már előrevetítette árnyékát az Uganda megszerzéséért folyó brit-francia-német hatalmi harc. 1890-ben a brit Kelet-afrikai Társaság megbízásából vezetett ide katonai expedíciót Frederick Lugard kapitány, aki a város egyik dombján emelt erődöt. A város, Kampala is e dombról kapta a nevét, melynek jelentése „az impalák dombja”, majd az angolok négy évvel később védnökségi szerződést kényszerítettek az országra.
A gyarmatosítók saját közigazgatási intézményeiket az 1893-ban a Viktória-tó mellett alapított Entebbébe telepítették, de emellett Kampala politikai szerepe is megmaradt, sőt a századfordulótól az itt tömegesen megjelenő indiai munkásokkal, valamint a tengerpartra vezető Uganda-vasút megépítésével gazdasága is gyorsan bővült. 1962-ben Kampala a független Uganda fővárosa lett, mely a következő évtizedben gyors fejlődésnek indult. Az 1970-es években azonban Idi Amin diktatórikus rendszere kiűzte az országból az iparban és a kereskedelemben fontos szerepet játszó több tízezer indiait, miután Ugandára a gazdasági pangás és a fel-fellángoló polgárháborúk szomorú korszaka köszöntött.
A város egyes részei is jelentősen megrongálódtak az Ugandai–tanzániai háborúban, ezeket azóta újjáépítették.

## Földrajz

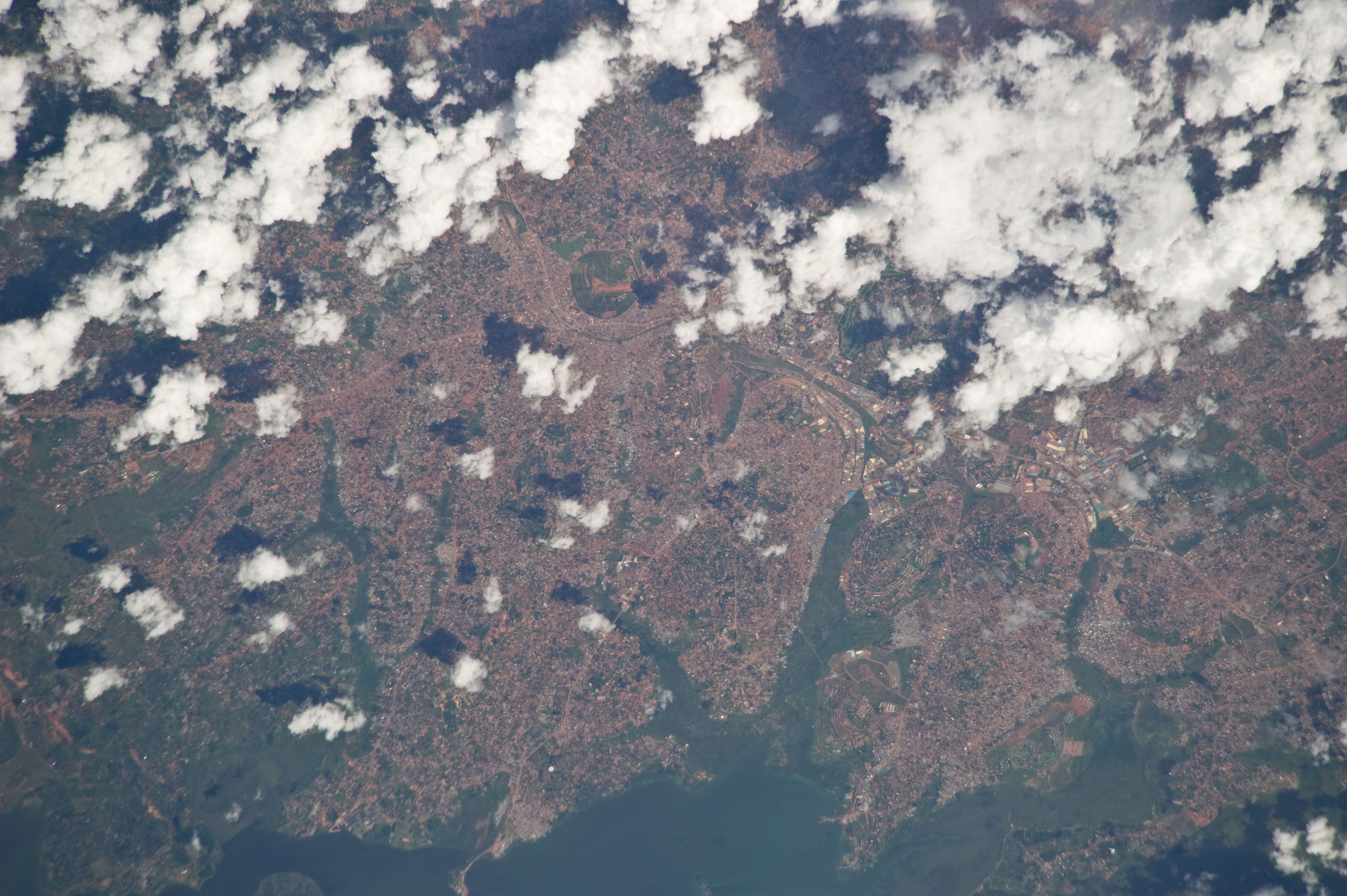
Kampala az űrből

Az Ugandai Köztársaság fővárosa a Kelet-afrikai magasföldön, a hatalmas kiterjedésű Viktória-tó partjától mindössze 10 km-re fekvő hét dombon épült.
Kampala csaknem pontosan az Egyenlítő mentén fekszik, így az éghajlata trópusi. Átlaghőmérséklete általában 21 °C körüli. A napsütést gyakran heves zivatarok váltják. Kampalában és környékén két esős időszak van:egy hosszú esőzéses időszak, amely augusztus elejétől december közepéig és egy rövid esőzéses időszak, amely márciustól májusig tart. Utóbbiban gyakrabban fordulnak elő felhőszakadások. A többi hónapban pedig napsütés van fölényben, de néha abbamarad egy-egy futózápor következtében. Az évi átlagos csapadékmennyiség: 1500 mm.
| Hónap                                                                    | Jan. | Feb. | Már. | Ápr. | Máj. | Jún. | Júl. | Aug. | Szep. | Okt. | Nov. | Dec. | Év   |
| ------------------------------------------------------------------------ | ---- | ---- | ---- | ---- | ---- | ---- | ---- | ---- | ----- | ---- | ---- | ---- | ---- |
| Rekord max. hőmérséklet (°C)                                             | 33,0 | 36,0 | 33,0 | 33,0 | 29,0 | 29,0 | 29,0 | 31,0 | 32,0  | 32,0 | 32,0 | 32,0 | 36,0 |
| Átlagos max. hőmérséklet (°C)                                            | 28,5 | 29,3 | 28,7 | 27,7 | 27,2 | 26,9 | 26,7 | 27,2 | 27,9  | 27,7 | 27,4 | 28,0 | 27,8 |
| Átlaghőmérséklet (°C)                                                    | 22,7 | 22,6 | 22,6 | 21,9 | 21,4 | 21,0 | 20,6 | 20,9 | 21,3  | 21,8 | 21,9 | 21,9 | 21,7 |
| Átlagos min. hőmérséklet (°C)                                            | 17,9 | 18,3 | 18,2 | 18,1 | 17,9 | 17,7 | 17,2 | 17,0 | 17,2  | 17,5 | 17,5 | 17,8 | 17,7 |
| Rekord min. hőmérséklet (°C)                                             | 12,0 | 14,0 | 13,0 | 14,0 | 15,0 | 12,0 | 12,0 | 12,0 | 13,0  | 13,0 | 14,0 | 12,0 | 12,0 |
| Átl. csapadékmennyiség (mm)                                              | 71   | 54   | 119  | 174  | 124  | 66   | 56   | 91   | 106   | 126  | 152  | 86   | 1225 |
| Havi napsütéses órák száma                                               | 155  | 170  | 155  | 120  | 124  | 180  | 186  | 155  | 150   | 155  | 150  | 124  | 1824 |
| Forrás: World Meteorological Organization, Climate-Data.org, BBC Weather |      |      |      |      |      |      |      |      |       |      |      |      |      |

## Közlekedés

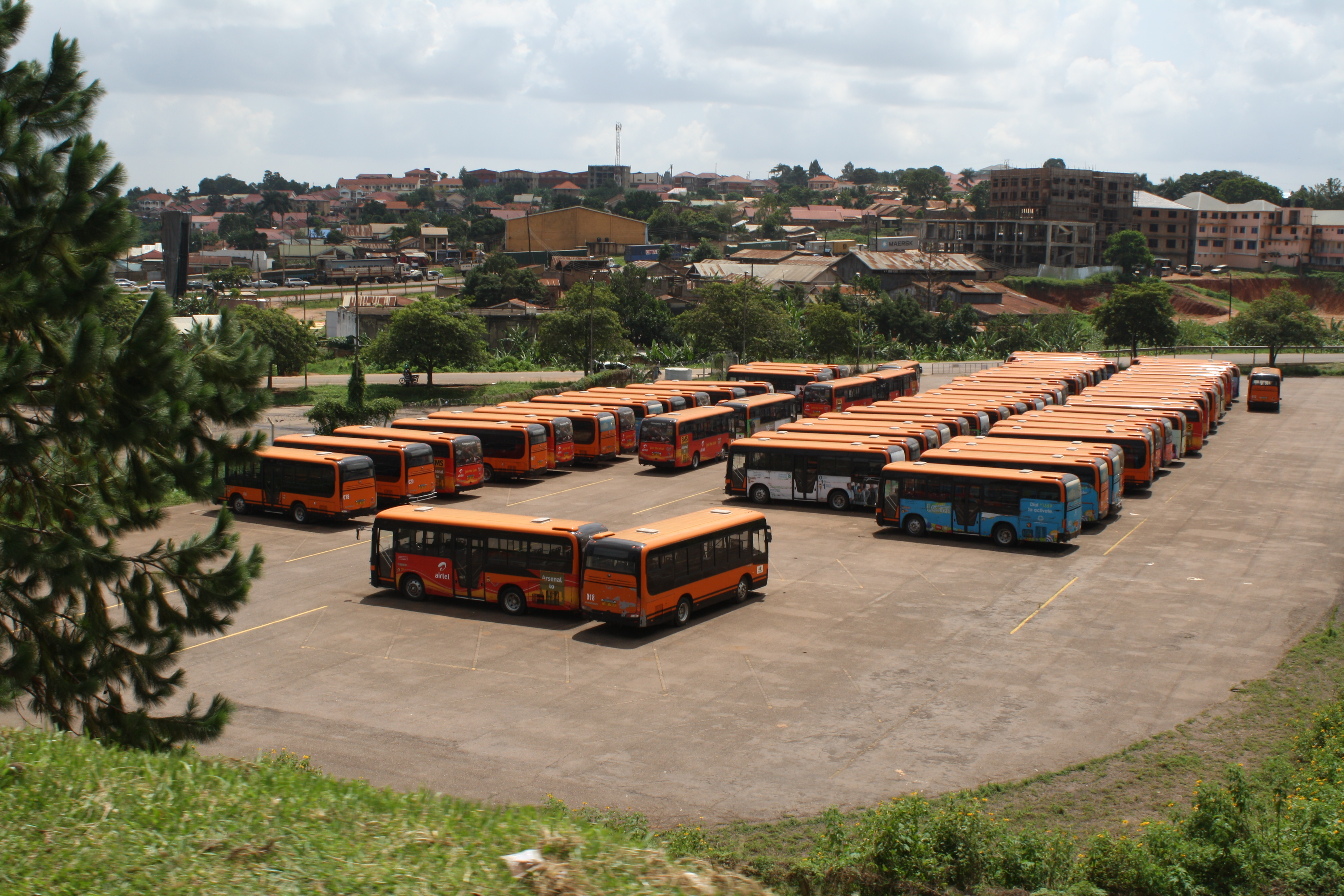
Autóbusz-park

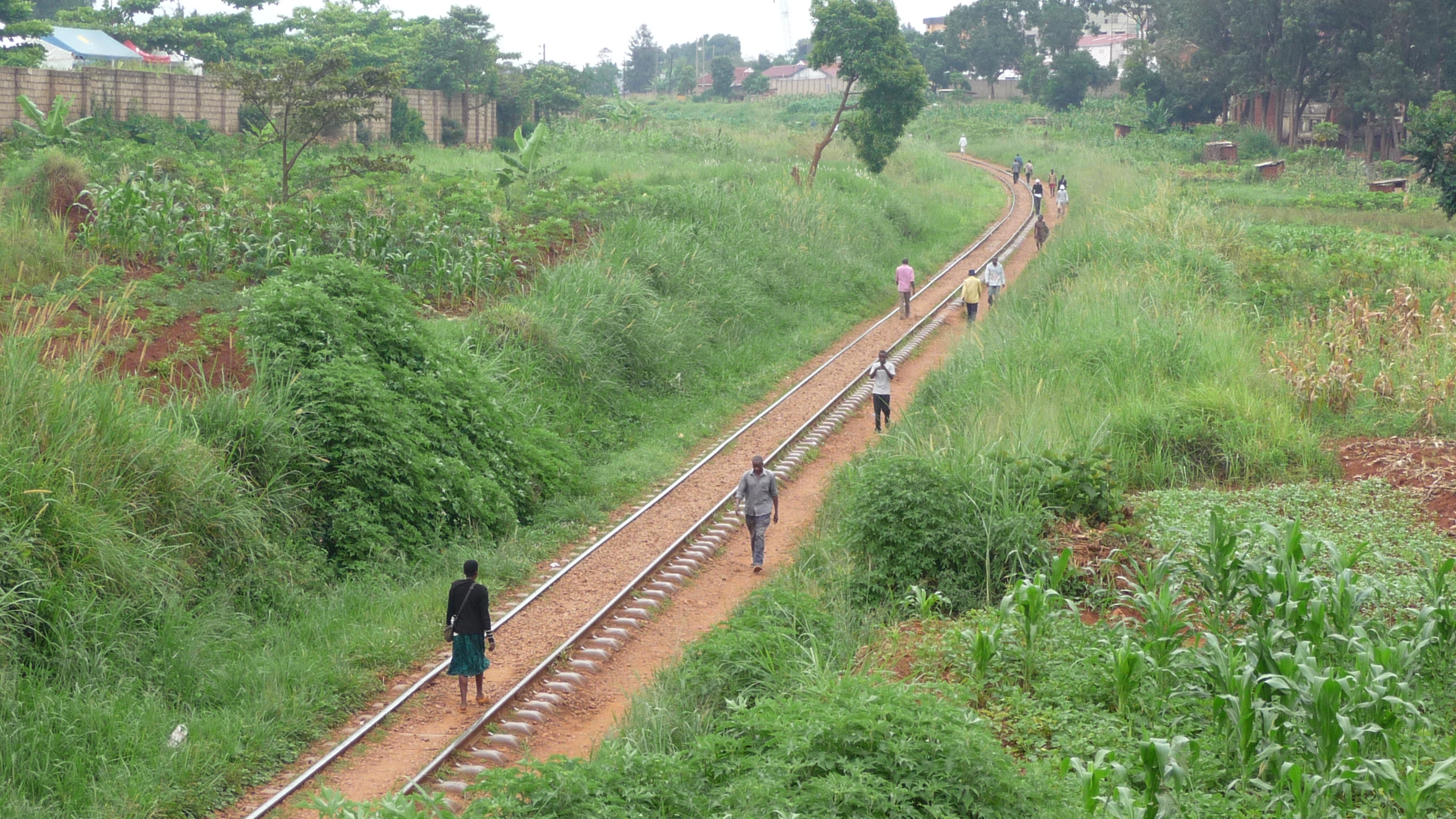
Kampala-Mombasa vasútvonal

Kampala közlekedése a tőle 30 kilométerre lévő Entebbei nemzetközi repülőtér miatt fejlett. 2007 elején a főpolgármester bejelentette, hogy az ingázó taxikat visszavonja, helyettük átfogó tömegközlekedési rendszert vezetnek be. Egy évvel később, 2008-ban a beruházás meg is történt; 15 klimatizált, hibrid (árammal működő) buszt szerzett be a város a kormány segítségével, amelyek a főváros 40 km-es körzetéből szállítják az utasokat a kampalai munkahelyükre és otthonukba. Miután a buszokat beszerezték, a főpolgármester úgy döntött, hogy a fővárosba, és onnan kiinduló főutakra fizető kapukat állíttat fel, és üzemelteti azokat a csúcsforgalom idején. Napjainkban ebből származik a város bevételének 8-10%-a.

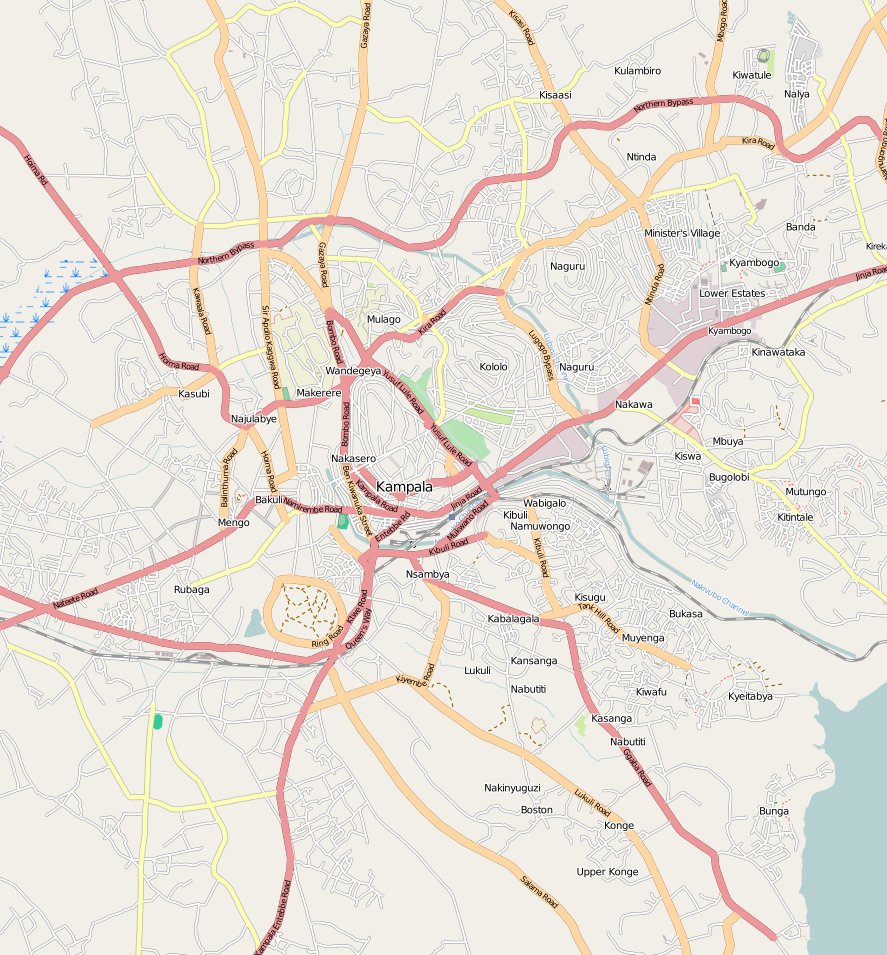
Kampala közigazgatási térképe

A bodaboda (helyi motorkerékpár, amit közlekedésre használnak) szintén ismert a rövid távú közlekedésre. Előnye, hogy a csúcsforgalom idején könnyen és gyorsan lehet haladni, hátránya viszont, hogy országutakon veszélyes.
Miután sikeresen megépült az északi elkerülő út, a kormány úgy döntött, hogy a fővárosban bus rapid transit hálózatot épít ki 2014-ben. 2012 március 12.-én, egy magántulajdonú társaság, a Pioneer Easy Bus Company elkezdte működtetni a tömegközlekedést 100 busszal, buszonkénti 60 férőhellyel (30 ülő- és ugyanennyi állóhely). Ezeket a járműveket mind Kínában készítették. Ezen kívül 422 autóbusz teljesít szolgálatot országszerte.
Összefoglalva:Kampala fontos közlekedési csomópont: vasúti összeköttetése van Kasese, Port Bell és a nagy kenyai kikötő, Mombasa felé. A nemzetközi repülőtér a 34 km-re fekvő Entebbében található, ahol a kormányhivatalok egy része is működik.

## Gazdaság
Komoly lépések történtek annak érdekében, hogy az 1970-es években idetelepített, és mára nem működőképes nehézipari létesítményeket felszámolják, helyettük könnyűipari parkok és üzleti negyedek jöjjenek létre. Ezek a területek a főváros északi részén helyezkednek el.
Nagyon sok nemzetközi intézmény ugandai bázisa található a belvárosban. Ilyen például a Coca-Cola, Európai Unió, Nemzetközi Valutaalap, de nagyon sok országnak van nagykövetsége is itt.

## Oktatás

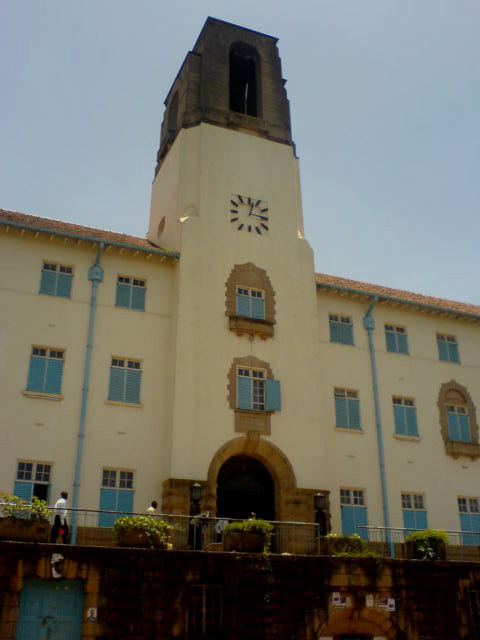
Makerere Egyetem

Kampala legnagyobb egyeteme az 1922-ben alapított Makerere Egyetem. 1954-ben egy új egyetemet hoztak létre Kampalai Technikai Egyetem néven.

## Népesség
| Kampala lakossága   |           |
| Év                  | Lakosság  |
| 2002 (népszámlálás) | 1 189 150 |
| 2010 (népszámlálás) | 1 597 900 |
| 2011 (népszámlálás) | 1 659 600 |

Kampala népessége nagyon kevert, mégis a bagandaiak Kampala kerület több mint 60%-át teszik ki. A város összetétele mindig függött az adott kormánytól. Milton Obote és Idi Amin (akik Észak-Ugandából származtak és ott a nilóták vannak többségben) uralma alatt sok észak-ugandait telepítettek be Kampalába. Ugyanakkor Nyugat-Ugandából (az egykori Ankole területéről) is különösen sok embert telepítettek be, mert az ottani lakosok új államfőt akartak, Yoweri Museveni személyében.
A gazdasági rendszer rossz kezelése az 1970-es és 80-as években egészen oda vezetett, hogy alig akadt munkahely vidéken. Ennek következtében nagyon sokan vándoroltak be a fővárosba, de jó néhányan nem tértek vissza vidékre dolgozni az 1990-es és a 2000-es évek gazdasági fellendülése után.

## Kapcsolatok

### Fontosabb nagykövetségek
- Egyiptom
- Amerikai Egyesült Államok
- Svédország